# تساففاليفادا
تساففاليفادا (بالبلغارية: Царева ливада)‏ قرية تقع إدارياً ضمن مقاطعة غابروفو في بلغاريا. ويبلغ عدد سكانها 699 نسمة حسب تعداد 15 مارس 2015. تعتمد تساففاليفادا للبريد على الرمز البريدي 5380.